# L'uomo che inseguiva la sua ombra
L'uomo che inseguiva la sua ombra (in lingua originale Mannen som sökte sin skugga) è un romanzo poliziesco dello scrittore e giornalista svedese David Lagercrantz. Il romanzo è il quinto della serie Millennium, l'autore ha scritto anche il capitolo precedente, mentre i primi tre romanzi sono opera di Stieg Larsson.
Nel romanzo si ritrovano quindi i personaggi di Lisbeth Salander, Mikael Blomkvist e di altri già presenti nella serie.
La prima edizione del romanzo è stata pubblicata nell'anno 2017 da Marsilio.

## Trama
Lisbeth Salander, a seguito di quanto avvenuto nel romanzo precedente, si ritrova nel carcere di massima sicurezza di Flodberga per scontare una breve condanna, nonostante abbia scoperto un intrigo criminale internazionale. Gli onori della scoperta vanno a Mikael Blomkvist e al suo giornale Millennium che ha pubblicato tutta l'inchiesta. Lisbeth è comunque in grado di tenere testa alle criminali più spietate del carcere e, entrata in possesso di informazioni che potrebbero chiarire ulteriormente il suo turbolento passato, con l'aiuto di Mikael inizia ad indagare su alcuni nominativi che risvegliano in lei lontani ricordi, compreso il motivo del celebre drago tatuato sul suo corpo.

## Edizioni
- David Lagercrantz, L'uomo che inseguiva la sua ombra, traduzione di Laura Cangemi e Katia De Marco, Marsilio, 2017. ISBN 978-88-317-2780-8.
- David Lagercrantz, L'uomo che inseguiva la sua ombra, traduzione di Laura Cangemi e Katia De Marco, Marsilio, 2018. ISBN 978-88-317-4332-7.
- David Lagercrantz, L'uomo che inseguiva la sua ombra, traduzione di Laura Cangemi e Katia De Marco, Marsilio, 2019. ISBN 978-88-297-0201-5.